# Kanalski otoki
Prelívski otóki ali Kanálski otóki (angleško Channel Islands) so skupina britanskih otokov ob francoski obali Normandije v Rokavskem prelivu, zahodno od polotoka Cotentin v zalivu St. Malo. Obsegajo dve ločeni bailiffovi okrožji (bailivika): bailiffovo okrožje Guernsey in bailiffovo okrožje Jersey. Število (jezikovno-etnično mešanega) prebivalstva otočja je okoli 160.000. Otoki formalno niso del Združenega kraljestva, ampak so last normandskega vojvode. Ta naslov nosi angleški monarh od osvojitve Anglije Viljema Osvajalca leta 1066. Ker niso del Združenega kraljestva, tudi ne spadajo v Evropsko unijo.

## Geografski oris
Naseljeni otoki Kanalskih otokov so: Jersey, Guernsey, Alderney, Sark, Herm (glavni otoki); Jethou, Brecqhou (Brechou) in Lihou. Vsi razen Jerseyja so v bailiviku Guernsey. Minquiers in Ecréhous kot tudi Les Dirouilles in Les Pierres de Lecq (Paternosters), nenaseljeni skupini otočkov, so del bailivika Jersey. Burhou in Casquets ležita severozahodno od Alderneyja. V splošnem imajo večji otoki pripono -ey, manjši pa -hou. To verjetno izhaja iz staronorveških besed ey in holmr.
Skupino manjših otokov Chausey južno od Jerseyja v splošnem geografsko ne povezujejo s Kanalskimi otoki. Včasih jih v angleščini označujejo kot 'Francoski Kanalski otoki', saj nad njimi upravno bdi Francija. Zgodovinsko so bili povezani z Vojvodino Normandijo, vendar so del francoskega ozemlja skupaj s celinsko Normandijo, in v političnem smislu niso del Britanskih otokov ali Kanalskih otokov. So uradni del komune Granville (Manche). Čeprav sem radi zahajajo obiskovalci iz Francije, jih prebivalci Kanalskih otokov redko obiščejo, saj tudi ni neposrednih povezav z drugih otokov.
V uradni francoščini Kanalskih otokov se otoki imenujejo Îles de la Manche, v Franciji pa za britanske Kanalske otoke uporabljajo izraz Îles anglo-normandes (anglo-normanski otoki). V francoščini Kanalskih otokov so zgodovinsko za celotno otočje uporabljali tudi izraza Îles Normandes in Archipel Normand.
Velika plimska razlika okoli otokov omogoča močno notranje plimsko območje.

## Zgodovina
Kanalske otoke so leta 933 pripojili Vojvodini Normandiji. Leta 1066 je vojvoda Viljem Osvajalec napadel in osvojil Anglijo, ter postal angleški kralj Viljem I. Angleški kralj je leta 1204 izgubil svoja ozemlja v celinski Normandiji. Pod njegovo oblastjo so ostali le Kanalski otoki, ki so predstavljali ločeno posest angleške krone.
Bailivika imata od poznega 13. stoletja ločeni upravi. Obe okrožji politično nimata nič skupnega. Nimata skupnih zakonov, skupnih volitev ali skupnega predstavniškega telesa, čeprav se stalno medsebojno posvetujeta. Tudi nimata skupnega časopisa ali radijske postaje. Imata le skupen televizijski program, ITV Channel Television.
Otoki so se od 17. stoletja politično in trgovinsko povezali z severnoameriškimi kolonijami. Otočani so v 17. stoletju začeli sodelovati z novofundlandskim ribištvom. Angleški kralj Karel II. je v znak zahvalnosti za pomoč, ki jo je bil deležen za časa svojega izgnanstva na Jerseyju v 1640., podaril kraljevemu predstavniku (bailifu) in guvernerju siru Georgeu Carteretu veliko ozemlje v ameriških kolonijah in ga celo takoj imenoval New Jersey (Novi Jersey), kar je danes znana ameriška zvezna država. Sir Edmund Andros z Guernseyja je bil kolonialni guverner v Severni Ameriki in voditelj kratko trajajočega Gospostvo Nove Anglije (Dominion of New England).
Med 2. svetovno vojno so bili otoki edini del Britanskega imperija, ki ga je zasedel Tretji rajh, z edino izjemo dela Egipta, ki ga je zasedel Afriški korpus za časa druge bitke pri El Alameinu. Nacistična zasedba med letoma 1940 in 1945 je bila kruta. Več otočanov so odvedli na prisilno delo v celinska delovna taborišča, tiste otoške Jude, ki se niso pravočasno odselili, so poslali v koncentracijska taborišča. Nastal je partizanski odpor in nemško maščevanje, obtožbe zaradi kolaboracije. Na otoke so na prisilno delo pripeljali večinoma Ruse in prebivalce iz vzhodnoevropskih držav, da so gradili utrdbe, ki so danes turistične znamenitosti. Kraljeva vojna mornarica je od časa do časa blokirala otoke, še posebej po osvoboditvi celinske Normandije leta 1944. Močna pogajanja so vodila do človekoljubne pomoči Rdečega križa, vendar sta med petletno nemško zasedbo na otokih vladala velika lakota in pomanjkanje.

## Politika
Kanalski otoki so razdeljeni na dve samoupravni okrožji - bailiwicka. Guernsey in Jersey spadata pod britansko krono, vendar nobeden ni od njiju del Združenega kraljestva. Od 10. stoletja sta del Vojvodine Normandije. Britanski mornarh nosi tradicionalni in običajni naziv normandski vojvoda. Vendar v skladu s predpisi pariške pogodbe iz leta 1259 kraljica ni vojvoda z zakonito močjo, temveč vlada kot kraljica. Ta tradicija je stvar tukajšnjega ponosa monarhistov, ki vzamejo stvari drugače v svoje roke. Zdravica ob svečanih obedih se začne kot »Kraljica, naš Vojvoda« in ne kot »Njeno Veličanstvo, kraljica« kot v Združenem kraljestvu.
Kanalski otoki nimajo predstavnika v britanskem parlamentu in vsak otok ima svoji osnovni zakonodaji, znani kot zakonodajno telo Guernseya in zakonodajno telo Jerseyja, z glavnim prizivom na Sarku in zakonodajnim telesom Alderneyja. Zakoni, ki jih sprejmejo zakonodajna telesa, potrdi tajni državni svet, kateremu odgovarja otoška vlada.
Vladni sistem izvira iz časov Normanov, od katerih izvira tudi ime zakonodaje. Ime zakonodajnih teles (states) izvira iz normanske besede États ali estates  (krona, cerkev in ljudstvo). Zakonodajna telesa so se skozi čas razvila v demokratične parlamente.
Bailivik vodi bailif. Bailif v vsakem bailiviku je civilni vodja, predsedujoči častnik telesa in tudi vodja sodstva.
V letu 2001 je odgovornost za povezave med Kanalskimi otoki (skupaj z otokom Man) in krono prešla iz rok notranjega ministra (Home Secretary) v roke Oddelka predsednika zgornjega doma parlamenta (Lord Chancellor), ki ga je leta 2003 zamenjal Oddelek za ustavne zadeve.
Poleg tega se lahko zakoni britanskega parlamenta s sklepom ministrov (Order-in-Council) razširijo na katerikoli Kanalski otok, kar daje britanskemu parlamentu odločilno odgovornost za dobro vlado na Otokih. Po ustavnem dogovoru se to zgodi le na prošnjo otoške oblasti in še to zelo redko. Na Otokih danes raje spoštujejo mednarodne dogovore.
Zadeve, ki so rezervirane za Krono (vlado Združenega kraljestva), so omejene na obrambo, državljanstvo in diplomatsko predstavništvo. Otoki niso omejeni s pogodbami, ki jih sklene Združeno kraljestvo (razen, če ni drugače zahtevano), in lahko sklepajo pogodbe s tujimi vladami, razen zadev, ki so rezervirane Kroni. Združeno kraljestvo je na koncu 20. stoletja dopustilo, da lahko Otoki vzpostavijo neposreden političen (nediplomatski) stik s tujimi vladami, da bi se izognili primerov, kjer bi bila britanska veleposlaništva primorana preiti na sporazumevanje z vladami bailivikov, ki so bile v sporu z vladno politiko Združenega kraljestva.
Otoki niso del Evropske unije, ampak so del carinskega območja Evropske skupnosti s pomočjo Protokola 3 Pogodbe o Evropski uniji.

## Jeziki
Na Kanalskih otokih govorijo večinoma angleško in francosko, v uporabi pa so tudi lokalna otoška narečja normandščine: jerseyščina (Jèrriais) na Jerseyu, guernseyščina (Guernésiais ali Dgèrnésiais) na Guernseyu, sarkščina (Serkyee) na Sarku in alderneyščina (Aoeur'gnaeux ali Âorgnais) na Alderneyu.